# 马来西亚志愿后备警察

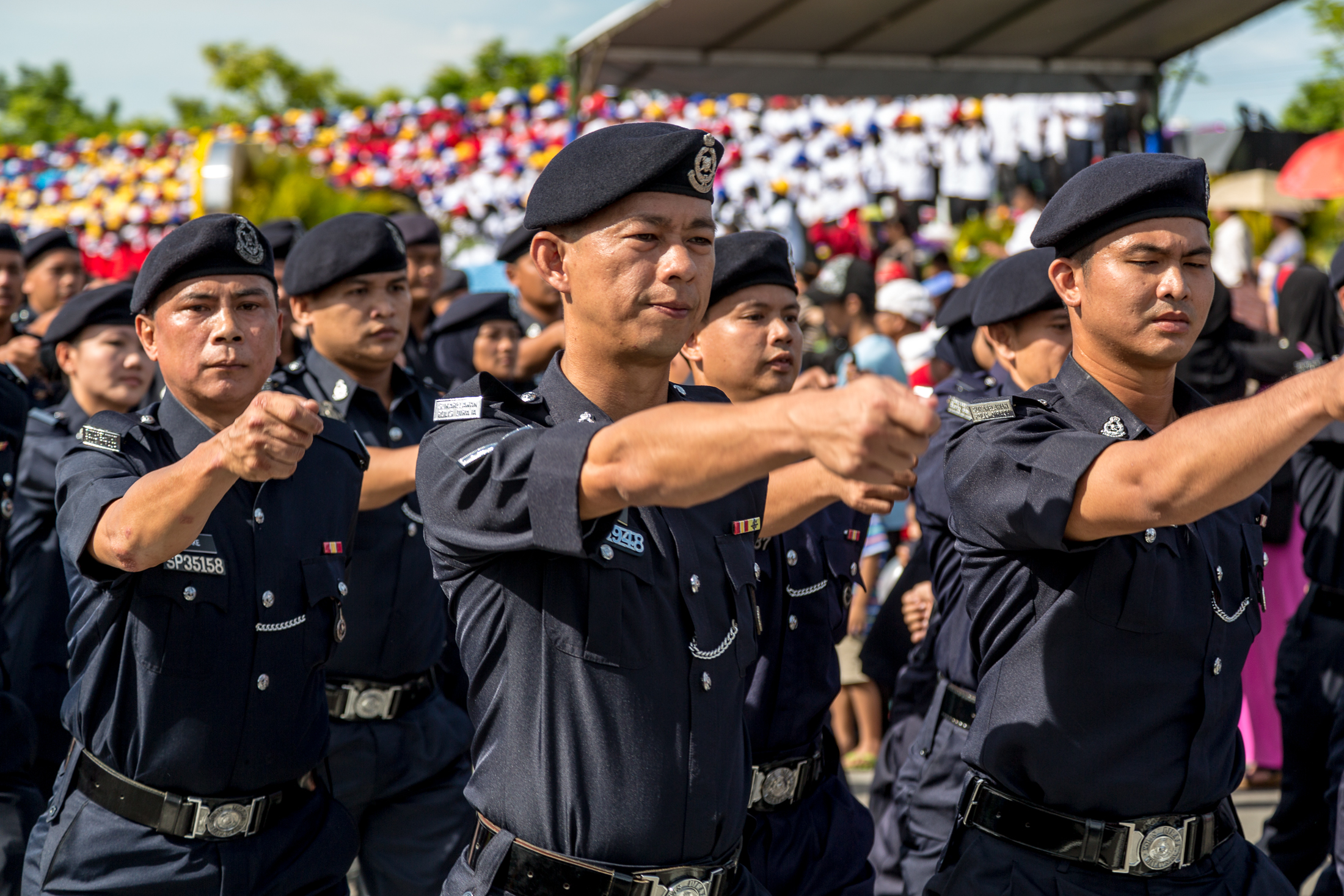
在國慶慶典步操中的馬來西亞志願後備警察

馬來西亞志願後備警察 是由警隊內的防範罪案與社區安全部（JPJKK）管理的一支特別警察隊伍，也是支援馬來西亞皇家警察的特別單位。

## 概述
普通馬來西亞公民可以自願向馬來西亞皇家警察提供幫助。馬來西亞志願後備警察主要由建築師、工程師、律師、教師、醫生、商人和高級政府官員等專業人士組成。根據國家藍海戰略，2017年馬來西亞政府招募馬來西亞志願後備警察的目標是招募5萬名來自各行各業的人員。
馬來西亞志願後備警察執行警察任務時，與相應級別的普通警察享有相同的權力和義務、相同的保護和豁免，並受到相同的權限和紀律規範。 這意味著馬來西亞志願後備警察與馬來西亞皇家警察擁有相同的權力，包括攜帶和使用槍支、在執勤期間進行搜查和逮捕，並被視為公務員。

## 歷史
馬來西亞志願後備警察是自1957年起隸屬於馬來西亞皇家警察的一支後備部隊。目前，來自馬來西亞各個州的人員多達5000名，主要集中在馬來西亞的主要城鎮。馬來西亞志願後備警察的理念是為平民提供將自己轉變為警察的機會。馬來西亞志願後備警察與普通警察履行相同的職責，在各自的隊伍中執行法律並維護和平與安全。

## 制服與佩件
志願後備警察制服與正規警察制服大同小異,例如行動服的胸前右衣袋的上方是貼绣着警员名字的布貼，左衣袋上方则是貼“SPDRM”字样的布貼,刺繡的警阶则貼在右上臂。而辦公服的胸前右衣袋的上方扣警察廉正徽章,名牌和SP開頭的警員编号(例如SP12345) , 左衣袋旁扣哨子细铁链和扣皮革制的警民合作徽章以及上方扣彩带勛略章。衣领扣警徽和肩上两边是扣“SUKARELAWAN POLIS DIRAJA”字样的白銀色鐵牌,铁制的警阶则扣在右上臂。